# Fluorowce
| Grupa → | 17 VIIA |
| ↓ Okres |         |
| ------- | ------- |
| 2       | 9 F     |
| 3       | 17 Cl   |
| 4       | 35 Br   |
| 5       | 53 I    |
| 6       | 85 At   |
| 7       | 117 Ts  |

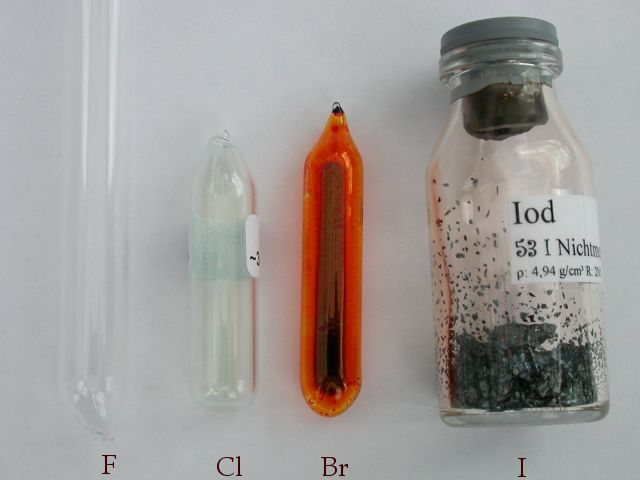
Próbówki zawierające kolejno od lewej: fluor, chlor, brom i jod

Fluorowce, chlorowce, halogeny – pierwiastki chemiczne 17 (dawniej VIIA lub VII głównej) grupy układu okresowego. Są to fluor, chlor, brom, jod, astat oraz (zsyntetyzowany w drugiej połowie 2009) tenes. Nazwa „halogeny” pochodzi od greckich słów ἁλός „sól” i γένος „tworzyć”.

Fluorowce
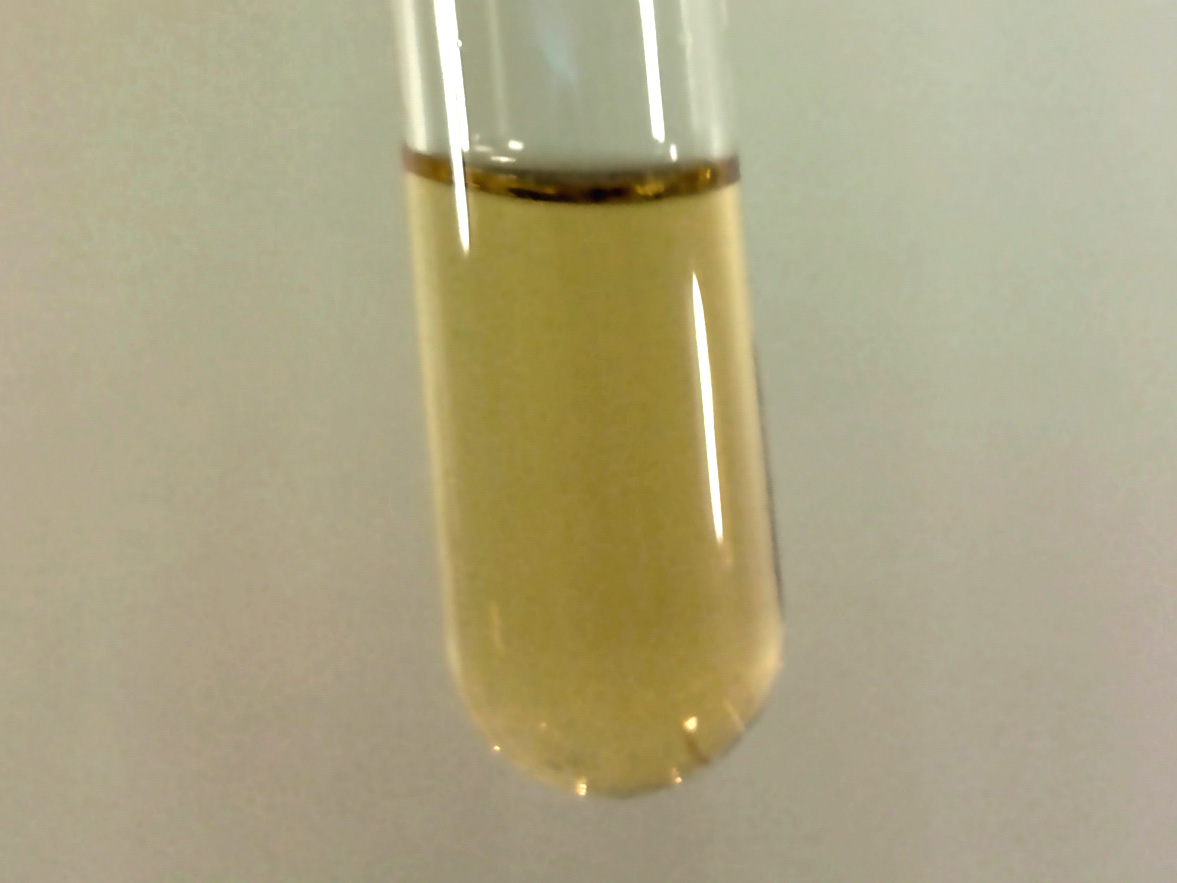
fluor
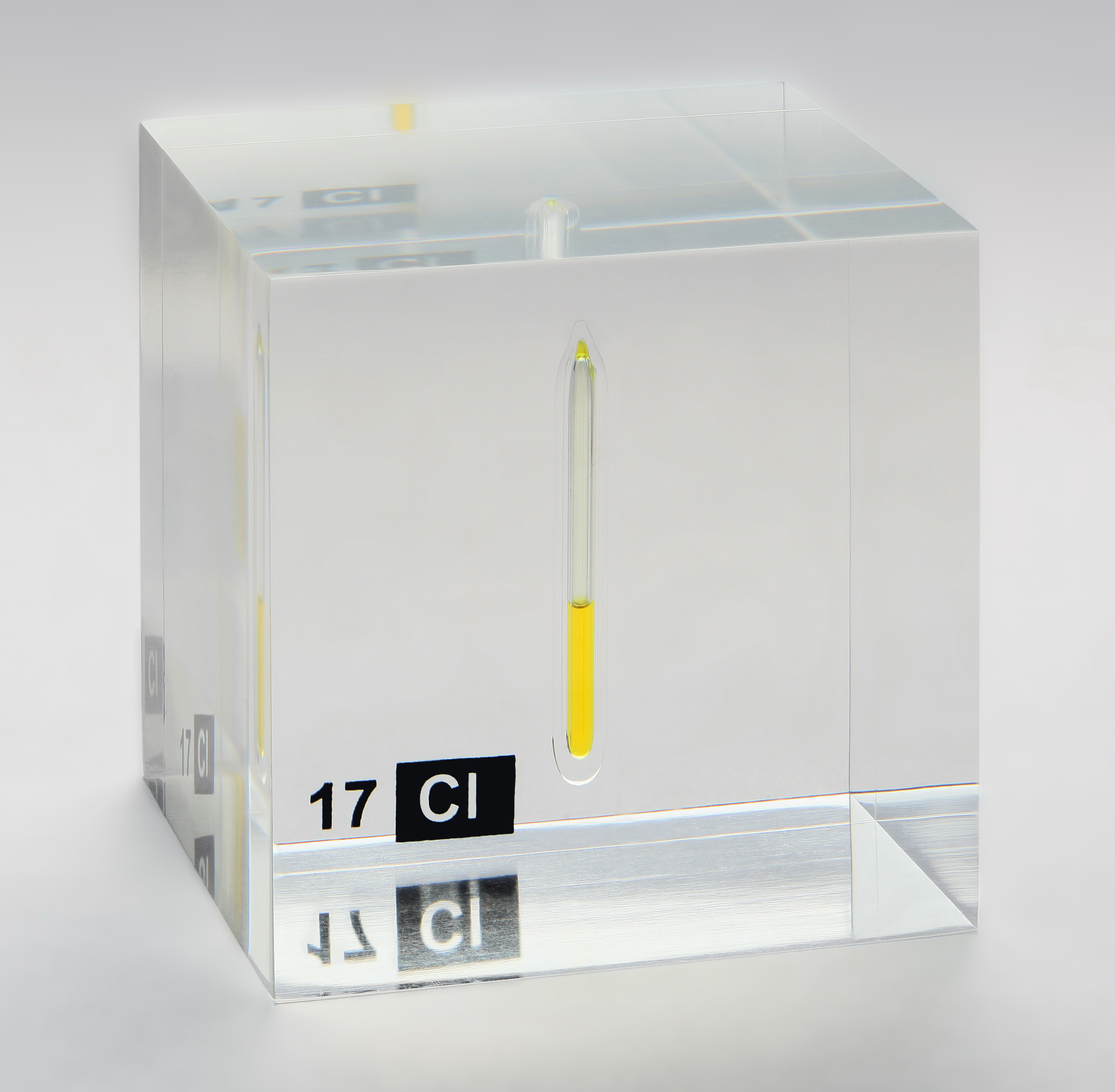
chlor
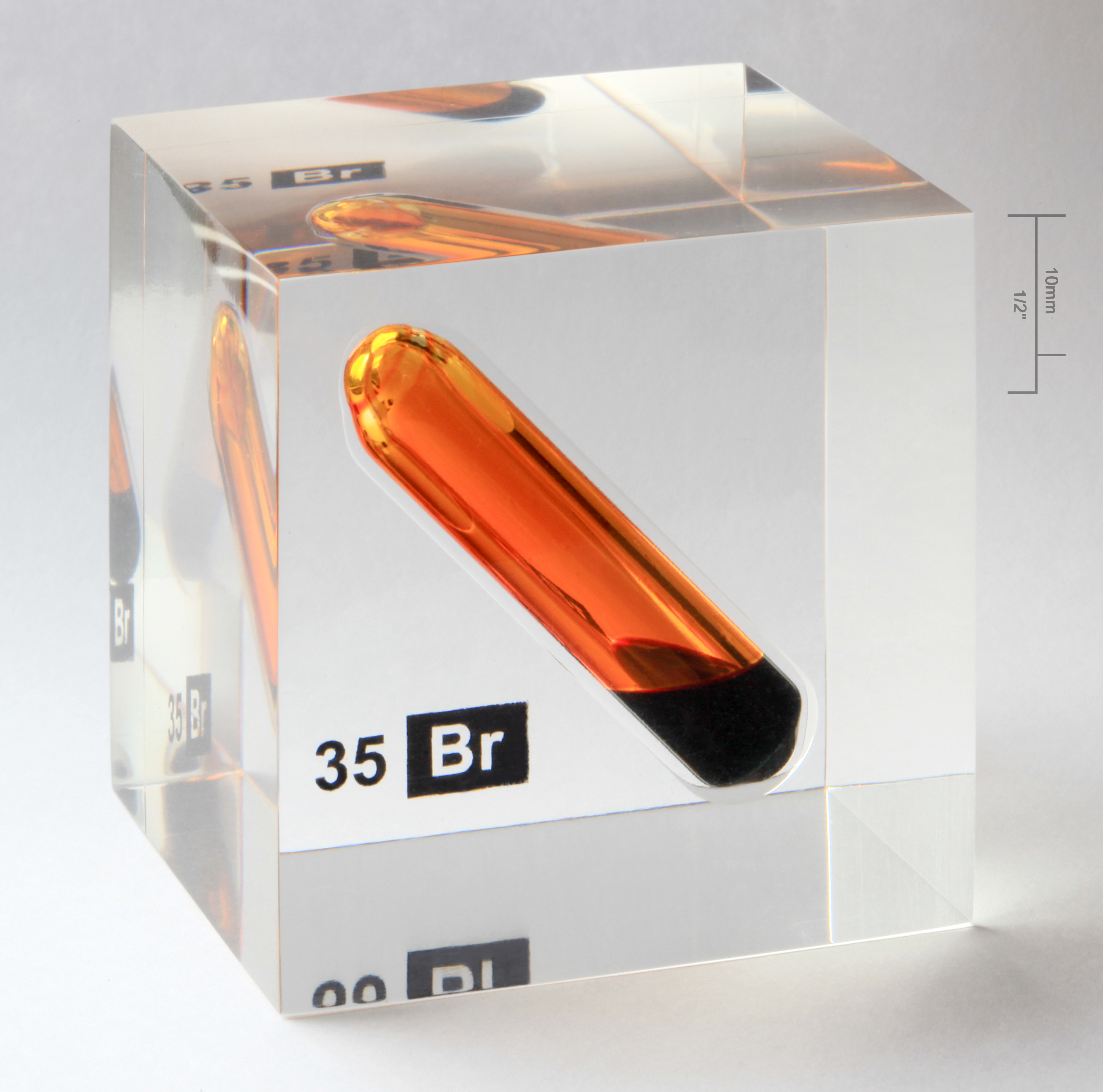
brom
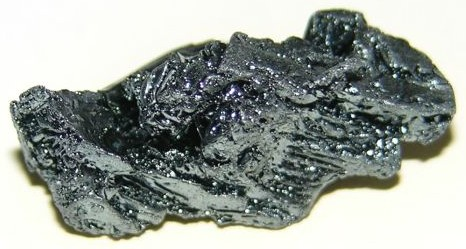
jod

Fluorowce są pierwiastkami o wysokiej elektroujemności i dużej aktywności chemicznej. W stanie pierwiastkowym występują w formie dwuatomowych cząsteczek. W związkach chemicznych występują na stopniach utlenienia od -1 do +7. Do pełnego zapełnienia swojej powłoki walencyjnej potrzebują jednego elektronu, dlatego najczęściej tworzą jednoujemny anion. Ze związkami organicznymi wchodzą w reakcje addycji oraz podstawienia. Związki nieorganiczne fluorowców (w tym sole metali zawierające anion halogenkowy) oraz różne związki organiczne zawierające fluorowce noszą nazwę halogenków.
Temperatury topnienia i wrzenia fluorowców wzrastają wraz ze wzrostem ich liczby atomowej, czyli w dół układu okresowego. W warunkach normalnych fluor i chlor są gazami, brom jest cieczą, a jod i astat ciałami stałymi.
Z wodorem fluorowce tworzą w obecności światła halogenowodory, przy czym:
- fluor z wodorem reaguje w ciemności, dając fluorowodór
- potrzebna jest duża ilość światła, aby zaszła reakcja tworzenia chlorowodoru albo bromowodoru
- jodowodór powstanie poprzez dodatkowe ogrzanie substratów.

Roztwory wodne są mocnymi kwasami (z wyjątkiem HF, którego roztwór wodny jest słabym kwasem z powodu bardzo silnego wiązania między małymi atomami wodoru i fluoru).
Między sobą fluorowce łączą się, tworząc związki międzyfluorowcowe (międzyhalogenowe), w których występują na różnych stopniach utlenienia (np. BrF3, IF5). Związki tego rodzaju są bardzo silnymi kwasami Lewisa i posiadają silne własności utleniające.
Wraz ze wzrostem liczby atomowej fluorowców maleje ich reaktywność i elektroujemność, a także moc oraz właściwości utleniające ich kwasów tlenowych:
HClO > HBrO > HIO,
Rosną natomiast właściwości redukujące oraz moc ich kwasów beztlenowych:
HF < HCl < HBr < HI
| Fluorowiec | Masa atomowa [u] | Temperatura topnienia [K] | Temperatura wrzenia [K] | stan skupienia | Elektroujemność (skala Paulinga) | Konfiguracja elektronowa (podkreślono elektrony walencyjne) |
| ---------- | ---------------- | ------------------------- | ----------------------- | -------------- | -------------------------------- | ----------------------------------------------------------- |
| Fluor      | 19               | 53,53                     | 85,03                   | gaz            | 3,98                             | [He] 2s²2p5                                                 |
| Chlor      | 35,5             | 171,6                     | 239,11                  | gaz            | 3,16                             | [Ne] 3s²3p5                                                 |
| Brom       | 80               | 265,8                     | 332,0                   | ciecz          | 2,96                             | [Ar] 4s²3d104p5                                             |
| Jod        | 127              | 396,85                    | 457,4                   | ciało stałe    | 2,66                             | [Kr] 4d105s²5p5                                             |
| Astat      | 210              | 575                       | 610                     | ciało stałe    | 2,2                              | [Xe] 4f145d106s²6p5                                         |

| Fluorowiec | Związki z wodorem | Związki z tlenem                                                        | Kwasy tlenowe             |
| ---------- | ----------------- | ----------------------------------------------------------------------- | ------------------------- |
| Fluor      | HF                | OF2, O2F2                                                               | HOF                       |
| Chlor      | HCl               | Cl2O, Cl2O3, ClO2, Cl 2O 4 (ClI OClVII O 3), Cl2O6 (dimer ClO 3), Cl2O7 | HClO, HClO2, HClO3, HClO4 |
| Brom       | HBr               | Br2O, BrO2                                                              | HBrO, HBrO2, HBrO3, HBrO4 |
| Jod        | HI                | I2O4, I2O5, I2O7                                                        | HIO, HIO3, HIO4, H5IO6    |
| Astat      | HAt               |                                                                         |                           |